# Micrasema longulum
Micrasema longulum is een schietmot uit de familie Brachycentridae. De soort komt voor in het Palearctisch gebied.